# Lên đồng

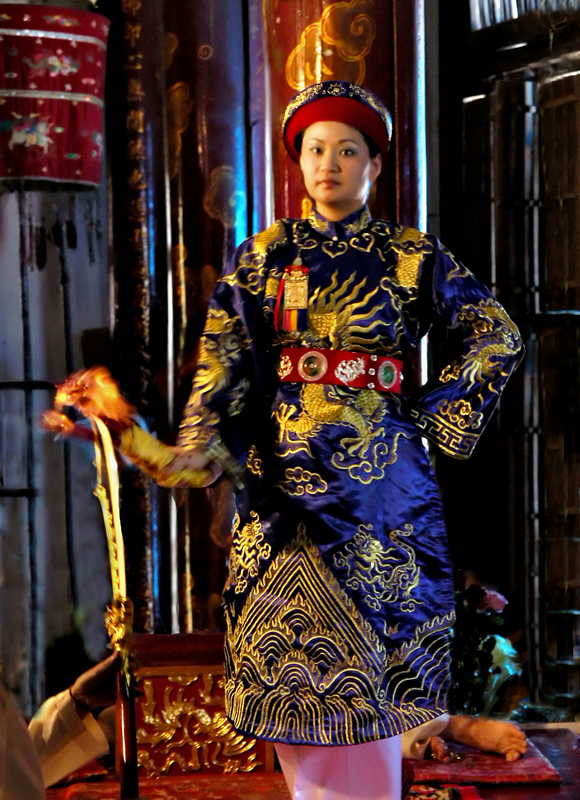
Một cô đồng ở Việt Nam

Hầu đồng, hay còn gọi là hầu bóng, đồng bóng là một nghi thức trong hoạt động tín ngưỡng dân gian và tôn giáo thờ nữ thần mẹ Đạo Mẫu dòng Shaman giáo của nhiều dân tộc, trong đó có tín ngưỡng dân gian Việt Nam.